# Ligue 1 2023-2024 (Repubblica del Congo)
La Ligue 1 2023-2024 è stata la cinquantasettesima edizione della massima divisione del campionato della Repubblica del Congo di calcio. Il campionato è iniziato l'11 dicembre 2023 ed è terminato il 23 giugno 2024.
L'Otohô era la squadra campione in carica, avendo vinto il suo sesto titolo nazionale nell'edizione 2022-2023. Il Léopards ha vinto il campionato, conquistando il quinto titolo nazionale della sua storia.

## Stagione

### Novità
Al termine della scorsa stagione sarebbe dovuto retrocedere in Ligue 2 il Patronage Sainte Anne, ultimo classificato in campionato, ma, non essendosi disputata la Ligue 2, non vi erano squadre promosse, per cui il Patronage Sainte Anne è stato confermato in Ligue 1.

### Formula
Le 14 squadre partecipanti giocano un girone all'italiana con partite di andata e ritorno, per un totale di 26 giornate. Al termine della stagione, la prima classificata è campione della Repubblica del Congo e si qualifica per la CAF Champions League 2024-2025, mentre la seconda si qualifica per la Coppa della Confederazione CAF 2024-2025. In aggiunta, l'ultima classificata è retrocessa in Ligue 2, mentre la penultima gioca uno spareggio promozione/retrocessione contro una squadra di Ligue 2.

## Squadre partecipanti
| Squadra               | Città        | Stagione precedente                 |
| --------------------- | ------------ | ----------------------------------- |
| CARA Brazzaville      | Brazzaville  | 10° in Ligue 1                      |
| Cheminots             | Pointe-Noire | 13° in Ligue 1                      |
| Diables Noirs         | Brazzaville  | 2° in Ligue 1                       |
| Étoile du Congo       | Brazzaville  | 3° in Ligue 1                       |
| Inter Brazzaville     | Brazzaville  | 4° in Ligue 1                       |
| Jeunesse Kintélé      | Brazzaville  | 12° in Ligue 1                      |
| Kondzo                | Brazzaville  | 6° in Ligue 1                       |
| Léopards              | Dolisie      | 5° in Ligue 1                       |
| Nathaly's             | Pointe-Noire | 11° in Ligue 1                      |
| Nouvelle Génération   | Brazzaville  | 8° in Ligue 1                       |
| Otohô                 | Oyo          | Campione della Repubblica del Congo |
| Patronage Sainte Anne | Brazzaville  | 14° in Ligue 1                      |
| Talangaï              | Brazzaville  | 7° in Ligue 1                       |
| Vita Club Mokanda     | Pointe-Noire | 9° in Ligue 1                       |

## Classifica
|                           | Pos. | Squadra               | Pt | G  | V  | N  | P  | GF | GS | DR  |
| ------------------------- | ---- | --------------------- | -- | -- | -- | -- | -- | -- | -- | --- |
| Rep. del Congo (bandiera) | 1.   | Léopards              | 52 | 26 | 15 | 7  | 4  | 33 | 14 | +19 |
|                           | 2.   | Otohô                 | 49 | 26 | 14 | 7  | 5  | 36 | 16 | +20 |
|                           | 3.   | Inter Brazzaville     | 49 | 26 | 14 | 7  | 5  | 31 | 17 | +14 |
|                           | 4.   | Talangaï              | 41 | 26 | 12 | 5  | 9  | 24 | 25 | -1  |
|                           | 5.   | Étoile du Congo       | 39 | 26 | 10 | 9  | 7  | 23 | 17 | +6  |
|                           | 6.   | Diables Noirs         | 37 | 26 | 9  | 10 | 7  | 33 | 24 | +9  |
|                           | 7.   | CARA Brazzaville      | 36 | 26 | 9  | 9  | 8  | 21 | 18 | +3  |
|                           | 8.   | Cheminots             | 33 | 26 | 8  | 9  | 9  | 22 | 23 | -1  |
|                           | 9.   | Vita Club Mokanda     | 33 | 26 | 10 | 3  | 13 | 24 | 26 | -2  |
|                           | 10.  | Kondzo                | 31 | 26 | 8  | 7  | 11 | 24 | 26 | -2  |
|                           | 11.  | Jeunesse Kintélé      | 28 | 26 | 6  | 10 | 10 | 27 | 37 | -10 |
|                           | 12.  | Nouvelle Génération   | 27 | 26 | 7  | 6  | 13 | 26 | 37 | -11 |
|                           | 13.  | Patronage Sainte Anne | 22 | 26 | 5  | 7  | 14 | 18 | 37 | -19 |
|                           | 14.  | Nathaly's             | 17 | 26 | 3  | 8  | 15 | 10 | 35 | -25 |

Legenda
      Campione della Repubblica del Congo e ammessa alla CAF Champions League 2024-2025.
      Ammessa alla Coppa della Confederazione CAF 2024-2025.
 Ammessa ai play-off promozione/retrocessione.
      Retrocessa in Ligue 2 2024-2025.
Note:
Tre punti a vittoria, uno a pareggio, zero a sconfitta.